# ان‌ا کا
ان‌ا کا (به انگلیسی: NaK) با فرمول شیمیایی Na + K یک ترکیب شیمیایی است. شکل ظاهری این ترکیب، مایع فلزی است.

## نگارخانه

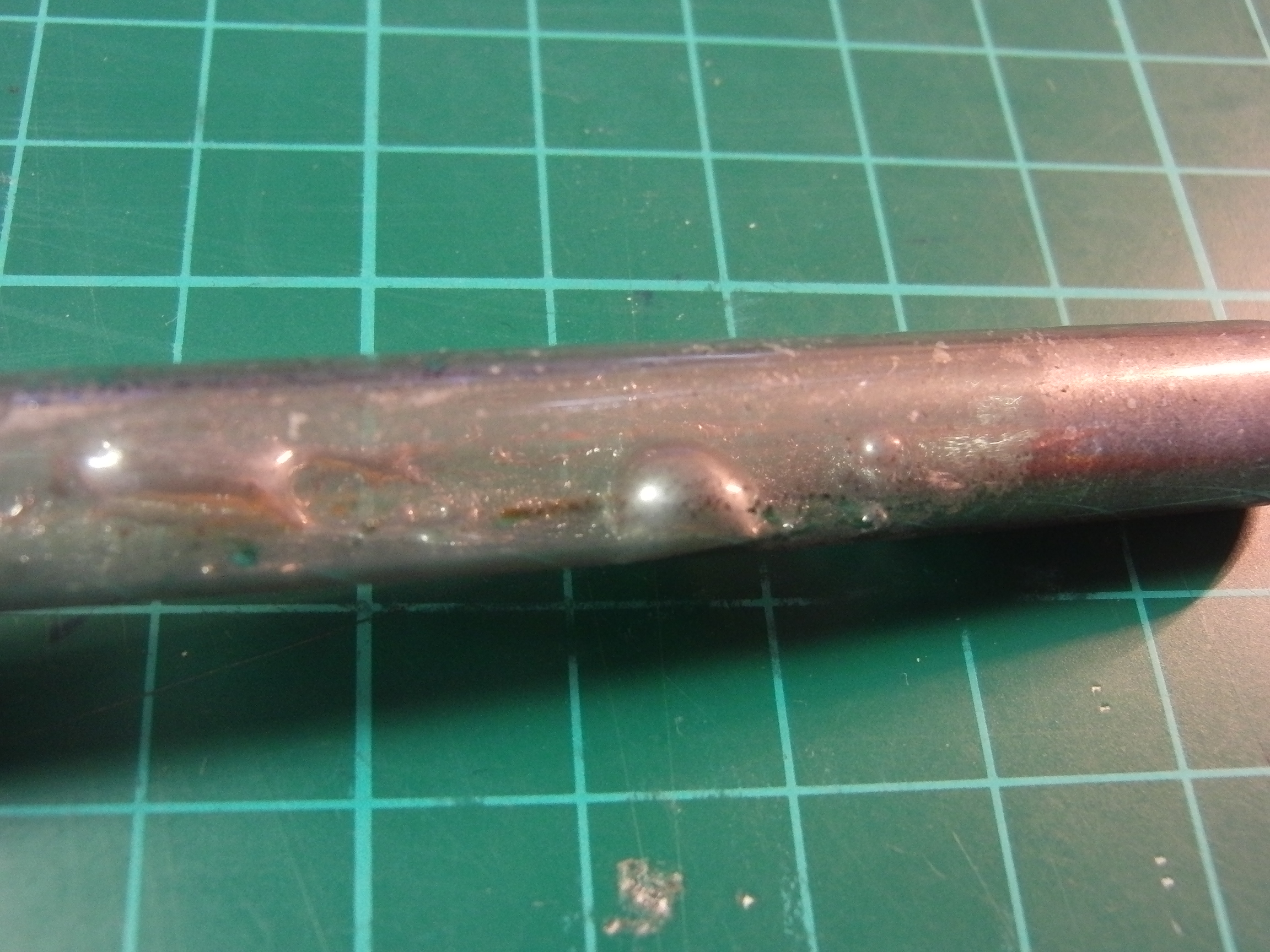